# トマーシュ・コウベク
トマーシュ・コウベク（Tomáš Koubek、1992年8月26日  - ）は、チェコ・フラデツ・クラーロヴェー州フラデツ・クラーロヴェー出身のプロサッカー選手。チェコ代表。ポジションは、ゴールキーパー。

## 経歴

### クラブ
地元クラブのFCフラデツ・クラーロヴェーでプレーを始め、2011年4月のFKムラダー・ボレスラフ戦でプロデビュー。
2015年7月、ACスパルタ・プラハに移籍し4年間契約を結んだ。移籍初年度はFCスロヴァン・リベレツにレンタルに出された。
2017年8月、フランス・リーグ・アンのスタッド・レンヌに移籍し、4年間契約にサインした。レンヌとしてはペトル・チェフ以来のチェコ人ゴールキーパーとなった。

### 代表
ユース年代ではU-18からU-21の代表歴がある。2015年には地元開催のUEFA U-21欧州選手権に参加し、グループステージの全3試合に出場した。
2015年10月、UEFA EURO 2016予選・オランダ代表戦でA代表初招集。2016年3月、プラハで開催されたスコットランド代表とのフレンドリーマッチでデビューした。
UEFA EURO 2016ではメンバー入りしたものの、ペトル・チェフとトマーシュ・ヴァツリークの控えであったため、試合には出場しなかった。